# 续咸
續咸，字孝宗（?—?），上黨人，是杜預弟子。續咸以研究春秋、鄭氏易和刑法為主，並收數十人為徒。
西晉永嘉年間，擔任廷尉平、東安太守。並州刺史劉琨承制後，任命續咸為從事中郎。石勒攻佔並州後，任命續咸為理曹參軍，後轉為律學祭酒和廷尉，又教授石弘刑法。石虎時期，續咸去世，享年97歲。石虎追贈其儀同三司。著有《遠游志》、《異物志》、《汲冢古文釋》各十卷。

## 延伸阅读
[在维基数据编辑]
 《晉書/卷091》，出自房玄齡《晉書》